# Christel Rode
Christel Rode – niemiecki kolarz torowy, brązowy medalista mistrzostw świata.

## Kariera
Największy sukces w karierze Christel Rode osiągnął w 1913 roku, kiedy zdobył brązowy medal w sprincie indywidualnym amatorów podczas mistrzostw świata w Berlinie. W zawodach tych wyprzedzili go jedynie dwaj Brytyjczycy: William Bailey oraz Harry Ryan. Był to jedyny medal wywalczony przez Christela Rode na międzynarodowej imprezie tej rangi. Trzykrotnie zdobywał medale mistrzostw kraju, w tym dwa złote - w 1904 i 1913 roku bł najlepszy w sprincie amatorów. Dwukrotnie stawał na podium Grand Prix de Paris, zawodów sprinterskich rozgrywanych w Paryżu, nigdy jednak nie wystąpił na igrzyskach olimpijskich. 